# Schwebebahnstation Landgericht
| Landgericht        | Landgericht   |
| ------------------ | ------------- |
|                    |               |
| Eröffnung:         | 1903          |
| Neubau:            | 2010/2011     |
| Stadtteil:         | Elberfeld     |
| Lage:              | Wasserstrecke |
| Anschrift:         | Hofkamp 184   |
| Stationsnummer:    | 13            |
| Streckenkilometer: | 8,2           |
| Stützen:           | 294–295       |
| Ehemaliger Name:   | –             |

Die Schwebebahnstation Landgericht ist eine Station der Wuppertaler Schwebebahn im Wuppertaler Stadtbezirk Elberfeld. In der Nähe befinden sich das Landgericht und das Amtsgericht. Die nächstfolgenden Haltestellen sind Kluse und Völklinger Straße.

## Lage
Die Schwebebahnstation Landgericht liegt südlich des Hardtberges mit den Hardt-Anlagen. Sie ist 1,1 km von den Station Hauptbahnhof entfernt. In unmittelbarer Nähe der Station stehen die Gerichtsgebäude der Gerichtsinsel.
Darüber hinaus befinden sich in ihrer Nähe das Berufskolleg Am Haspel, der benachbarte Campus Haspel der Bergischen Universität Wuppertal sowie das Fachmarktzentrum Wicküler City.

## Architektur
Die Schwebebahnstation Landgericht ist eine von drei Stationen (die anderen beiden sind Völklinger Straße und Werther Brücke), die originalgetreu wieder im Jugendstil aufgebaut wurde.  Der Umbau begann im Oktober 2010 und dauerte bis Juni 2011 (Neueröffnung am 20. Juni 2011). Wie die meisten Barmer Stationen besitzt sie kein Satteldach, sondern nur eine Überdachung der Bahnsteige.

## Schwebebahn
| Linie | Verlauf | Takt    |
| ----- | --- | ------- |
| 60    | Vohwinkel Schwebebahn – Bruch – Hammerstein – Sonnborner Straße – Zoo/Stadion – Varresbecker Straße – Westende – Pestalozzistraße – Robert-Daum-Platz – Ohligsmühle/Stadthalle – Hauptbahnhof – Kluse – Landgericht – Völklinger Straße – Loher Brücke – Adlerbrücke – Alter Markt – Werther Brücke – Wupperfeld – Oberbarmen Bf | 3–5 min |

## Umsteigemöglichkeit
- 611 Lenneper Straße – Landgericht – Birkenhöhe Schleife
- NE5 Langerfeld Markt – Landgericht – Wuppertal Hbf